# Reichenbachtal

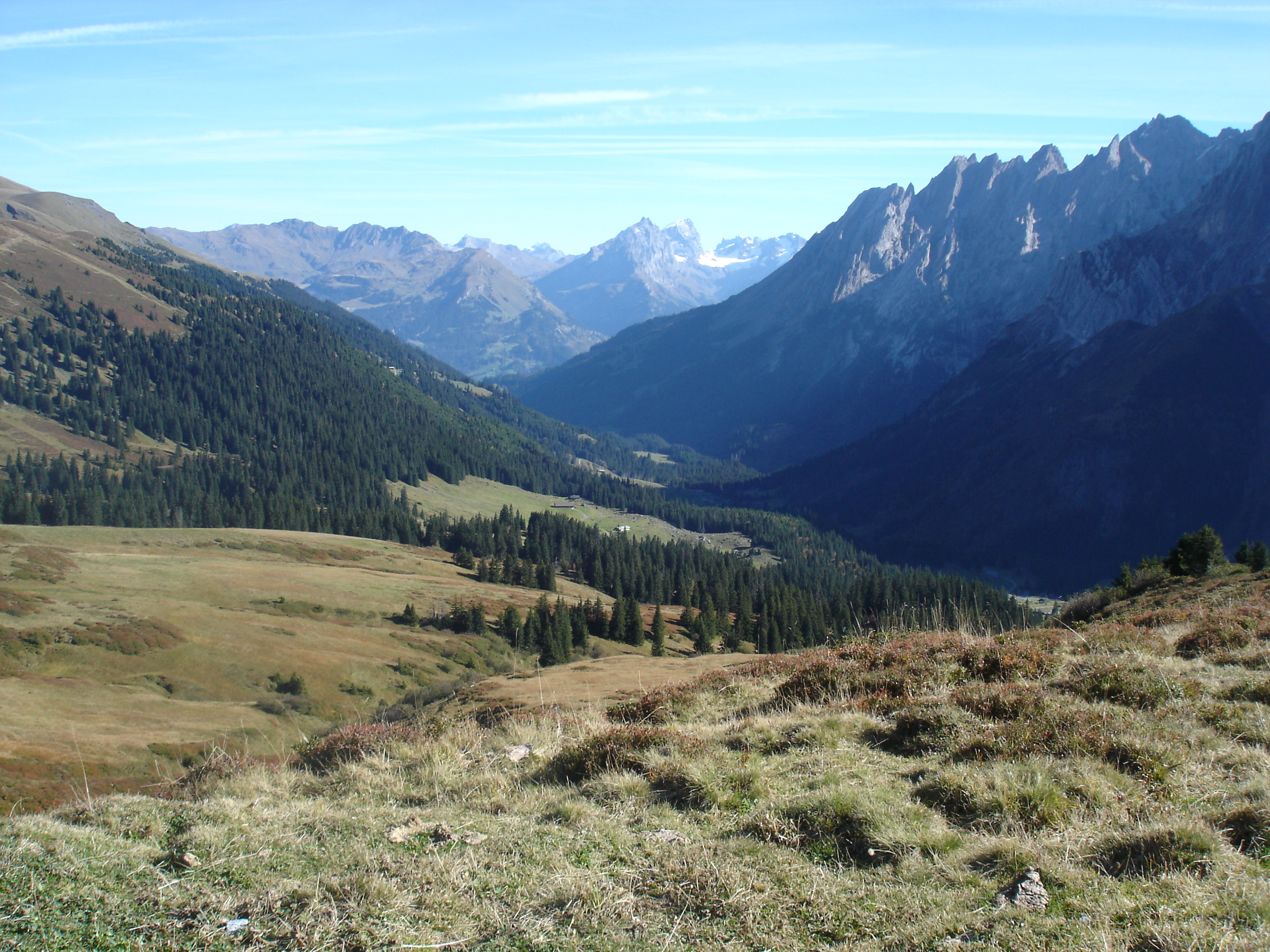
Reichenbachtal von der Grossen Scheidegg aus gesehen

Das Reichenbachtal ist ein Bergtal in der Berner Oberländer Gemeinde Schattenhalb, oberhalb von Meiringen auf rund 1350 m ü. M. gelegen.

## Geographie
Der Reichenbach (auch Rychenbach), von dem der Name des Tales herrührt, fliesst von der Grossen Scheidegg nach Meiringen, wo er in die Aare mündet.
Etwa in der Mitte des Tales befindet sich die vorletzte bewohnte Ortschaft, Rosenlaui (1'328 m). Rosenlaui gilt als die „kleinste Ortschaft der Schweiz“ und erinnert mit ihrem historischen Hotel an die Gründerzeiten des Tourismus in der Schweiz. Daher wird das Tal oft auch als Rosenlauital bezeichnet.
Oberhalb des Tals öffnet sich ein Panorama auf den Rosenlauigletscher mit Blick auf Wetterhorn und Dossen. Von dort führen alpine Routen zur Engelhornhütte und zur Dossenhütte. Ein Wanderweg erstreckt sich durch eine urtümliche Naturlandschaft, zu deren Linken sich die Engelhörner (2'782 m) und in Wanderrichtung das Wellhorn (3'191 m) erheben.
Weiter westlich von Rosenlaui, in Richtung Grindelwald, liegt Schwarzwaldalp. Die Ortschaft markiert das Ende des Strassenabschnittes, der für den Privatverkehr befahrbar ist; ab hier ist die Weiterfahrt nur für Postautos und Fahrräder gestattet (Bergpoststrasse). Diese verkehren von Meiringen über die Schwarzwaldalp und die Grosse Scheidegg bis ins benachbarte Grindelwald, im Regelfall mit Umsteigen in Schwarzwaldalp oder auf der Grossen Scheidegg.

## Gletscherschlucht Rosenlaui

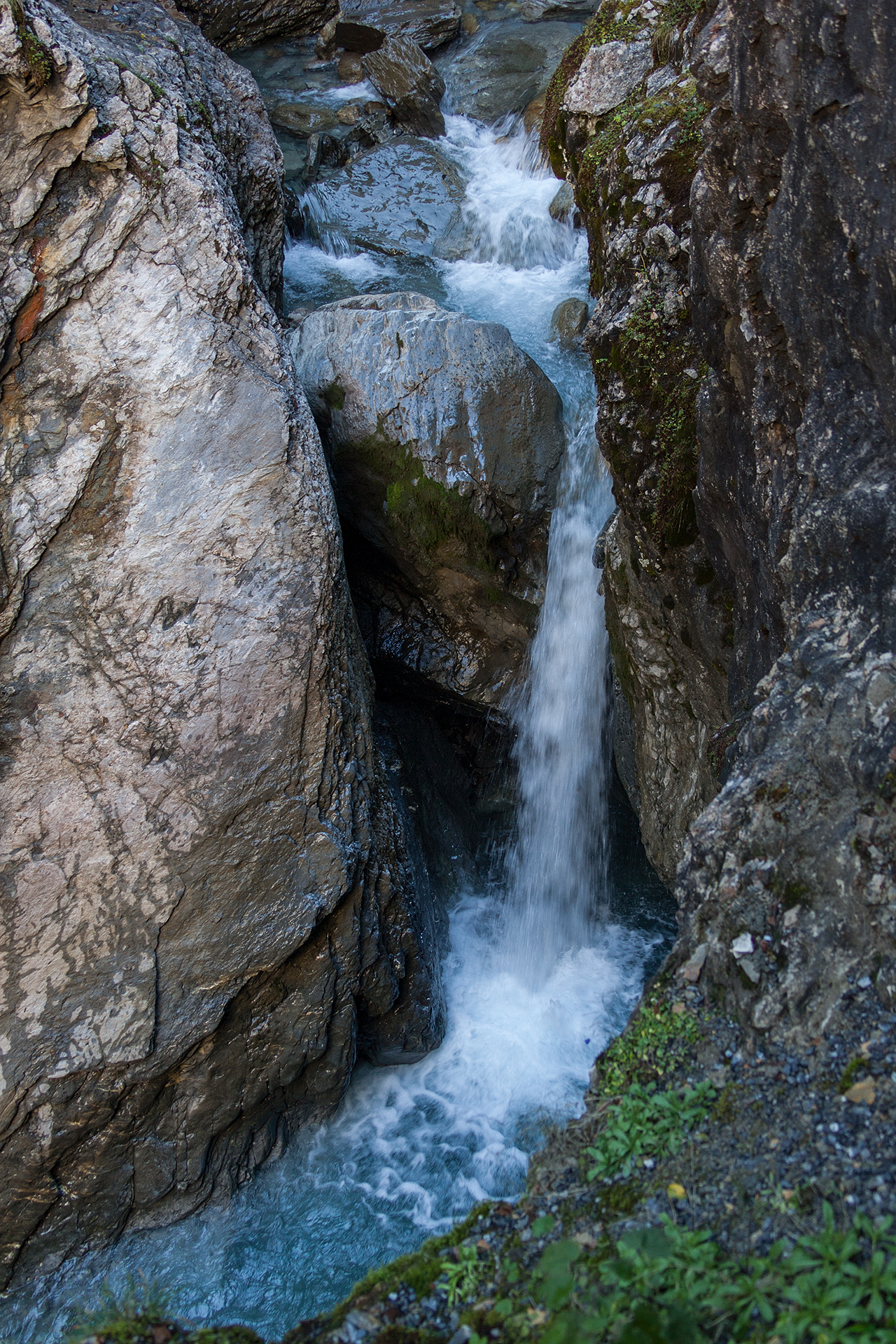
Rosenlaui Gletscherschlucht

In der Nähe befindet sich die Gletscherschlucht Rosenlaui, ein Naturdenkmal von nationaler Bedeutung. Der Eintritt kostet einige Franken. Ein rund 500 Meter langer Weg führt über steile, von der Gischt nasse Stufen durch die enge Schlucht, in der das Schmelzwasser vom Rosenlauigletscher fliesst und deren Wände teilweise 70 bis 80 Meter hoch sind.

## Werksteingewinnung
Bei Rosenlaui wurden gelegentlich Sturzblöcke zur Werksteingewinnung aufgenommen und in Bern verarbeitet. Bei diesen Gesteinen handelt es sich um Kalksteine und Kalkbrekzien, die im 18. Jahrhundert für Möbelplatten gelegentlich Verwendung fanden, z. B. auch für Funk-Kommoden.

## Tourismus

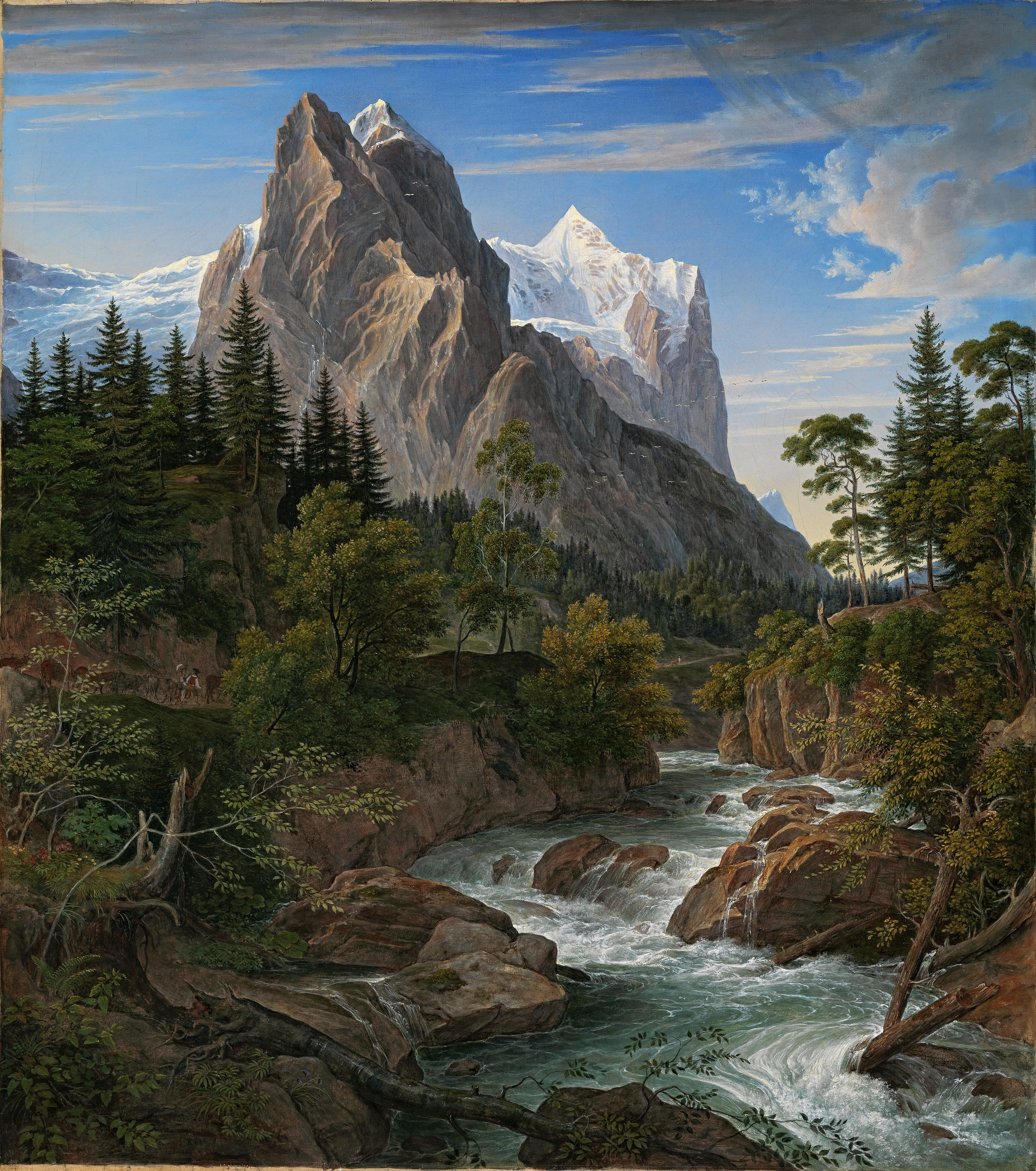
Joseph Anton Koch: Das Wetterhorn von der Rosenlaui aus, Öl auf Leinwand, 1824

Bereits Ende des 18. Jahrhunderts wurde das naturbelassene Tal im Zuge der Wiederentdeckung der Alpen in der Romantik zur Tourismusdestination. Bedeutende Maler wie Caspar Wolf, Joseph Anton Koch, Alexandre Calame und François Diday hielten die wildromantische Landschaft mit dem Rosenlauigletscher und dem Wetterhorn auf der Leinwand fest. Der Regierungsrat des Kantons Bern errichtete den Alpenmalern in der Rosenlaui ein Denkmal.
Mitte des 19. Jahrhunderts wurde das Heilbad Rosenlaui gegründet, das bis 1914 zum grossen Hotelkomplex in Chalet-Bauweise ausgebaut wurde. Die naturbelassene Berglandschaft mit ihren Gletschern und Schluchten ist heute ein touristischer Anziehungspunkt für den sanften Tourismus.

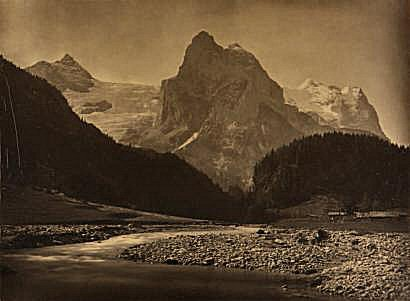
Adolphe Braun: Wellhorn um 1860

Ab 1860 war das Reichenbachtal ein Anziehungspunkt für die Pioniere der Gebirgsfotografie wie Adolphe Braun und Vittorio Sella. Einheimische Bergführer halfen den Fotografen auf den strapaziösen Bergtouren die hölzernen Kamerakästen und schweren Bildplatten an die Fotostandorte zu tragen und erhielten als Geschenk Fotoalben mit historischen Bildern von Bergtouren.